# Желтоголовый трясогузковый певун
Желтоголовый трясогузковый певун (лат. Teretistris fernandinae) — вид птиц семейства Teretistridae. Эндемик Кубы.
Длина тела достигает 13 сантиметров. Длина крыла у самца 5,4—6,04 сантиметра, у самки 5,28—5,54 сантиметра. Взрослые птицы и молодые птицы с первого года жизни имеют оливково-жёлтую окраску головы и затылка. Боковые стороны затылка и кроющие уха более жёлтые. Окологлазное кольцо бледно-жёлтое. Верхнее оперение от серого до среднего серого цвета; нижнее оперение серовато-белого цвета с немного более серыми боками и подхвостьем. Крылья и хвост чёрно-серые с сероватыми краями.
Вид встречается во всех типах лесных массивов со множеством подлеска и зарослей кустарников на западе островного государства Куба, от уровня моря до горных районов. От юго-западной Вилья-Клара через Матансас, Гавану до Пинар-дель-Рио и на соседний остров Хувентуд. Рацион состоит в основном из насекомых и других беспозвоночных, которых птицы ищут в нижнем и среднем ярусе. Редко встречаются в верхушках деревьев. Часто можно наблюдать, как птицы тычут клювом в щели и трещины коры дерева. Чашеобразное гнездо строят в густом подлеске. Сезон размножения с апреля по май. Кладка состоит из двух-трёх яиц.